# 玫瑰圣母 (卡拉瓦乔)
《玫瑰圣母》（意大利语：Madonna del Rosario）是意大利巴洛克画家卡拉瓦乔的一幅布面油画，绘制于 1607 年，现藏于维也纳艺术史博物馆。这是卡拉瓦乔唯一一幅可以称为标准巴洛克祭坛画的画作。
这幅画的委托人尚不确定。它本来是作为道明會教堂的祭坛画，因此画中出现聖道明和维罗纳的圣伯铎。画中左边描绘了身穿黑袍的道明会修士。
据一些人说，赞助人是拉古萨（现为克罗地亚的杜布罗夫尼克）的一位富商尼古拉 拉杜洛维奇。

这幅画很可能完成于 1607 年 1 月 8 日到 7 月中旬之间的，也就是在画家完成《七件善事》之后,离开马耳他之前。这幅画很快被包括鲁本斯在内的佛兰芒人购买,,献给曼图亚公爵(温琴佐一世贡扎加，随后带到安特卫普，献给那里的道明會教堂聖保祿教堂。 这幅画在那不勒斯的市场上售价 400 杜卡特。 
1. 1 2  Hibbard, Howard. . Boulder: Westview Press. 1985: 180–184. ISBN 9780064301282.
2. ↑  Denunzio, Antonio Ernesto. . Cassani, Silvia; Sapio, Maria  (编). . Napoli: Electra Napoli. 2005: 57–69. ISBN 9788851002640.
3. ↑  Langdon, Helen. . Westview Press. 2000. ISBN 9780813337944.
4. ↑  Graham-Dixon, Andrew. . Penguin Books Limited. 2011. ISBN 9780241954645.